# Свињска пантљичара
Свињска пантљичара (лат. Taenia solium) је врста пантљичара која паразитира у цреву човека, док је свиња прелазни домаћин. Постоје два стадијума у развићу овог паразита, ларва и одрасла јединка, адулт. Човек се инфицира уносом оба облика, феко-орално, прљавим рукама, загађеном храном или водом, недовољно термички обрађеним свињским месом...
Уносом ларви из меса свиње, у танком цреву долази до развијања ларве у адултни облик, када настаје тенијаза. 
Уносом јаја паразита прљавим рукама и сл. развија се ларва и настаје цистицеркоза.  